# 科林·卡佩尼克
科林·蘭德·卡佩尼克（英語：Colin Rand Kaepernick，1987年11月3日—）是美國民權運動家和美式足球四分衛。他在國家足球聯賽中為舊金山49人隊效力了六個賽季。作為一名政治活動家，他在NFL比賽開始時在國歌中跪下，抗議美國的警察暴力和種族不平等。

## 早年生活
卡佩尼克生於威斯康辛州密尔沃基，其生母海蒂·魯索（Heidi Russo）當時19歲，是位白人，其生父是美國黑人，擁加纳、奈及利亞及科特迪瓦血統，實際身份不詳，在卡佩尼克出生時已經與其生母分離。卡佩尼克5星期大時被白人夫婦瑞克和特蕾莎·卡佩尼克所領養，他們亦育有一對親生子女凱爾和德文，在另外兩個兒子因心臟病夭折時決定領養卡佩尼克。

## 延伸閱讀
- Towler, C., Crawford, N., & Bennett, R. (2020). Shut Up and Play: Black Athletes, Protest Politics, and Black Political Action. Perspectives on Politics, 18(1), 111–127.

## 外部連結
- 官方网站
- San Francisco 49ers profile
- ESPN.com college profile